# Подидар
Подида́р — село в Україні, у Широківській селищній громаді Криворізького району Дніпропетровської області. 
Населення — 11 мешканців.

## Географія
Село Подидар знаходиться на відстані 1,5 км від сіл Одрадне і Кравці.

## Населення

### Мова
Розподіл населення за рідною мовою за даними перепису 2001 року:
| Мова       | Відсоток |
| ---------- | -------- |
| українська | 100 %    |

## Інтернет-посилання
- Погода в селі Подидар

1. ↑  Рідні мови в об'єднаних територіальних громадах України — Український центр суспільних даних